# Ponor Korenički
Ponor Korenički is een plaats in de gemeente Plitvička Jezera in de Kroatische provincie Lika-Senj. De plaats telt 0 inwoners (2001).